# Hubert Goffin
Pour les articles homonymes, voir Goffin.

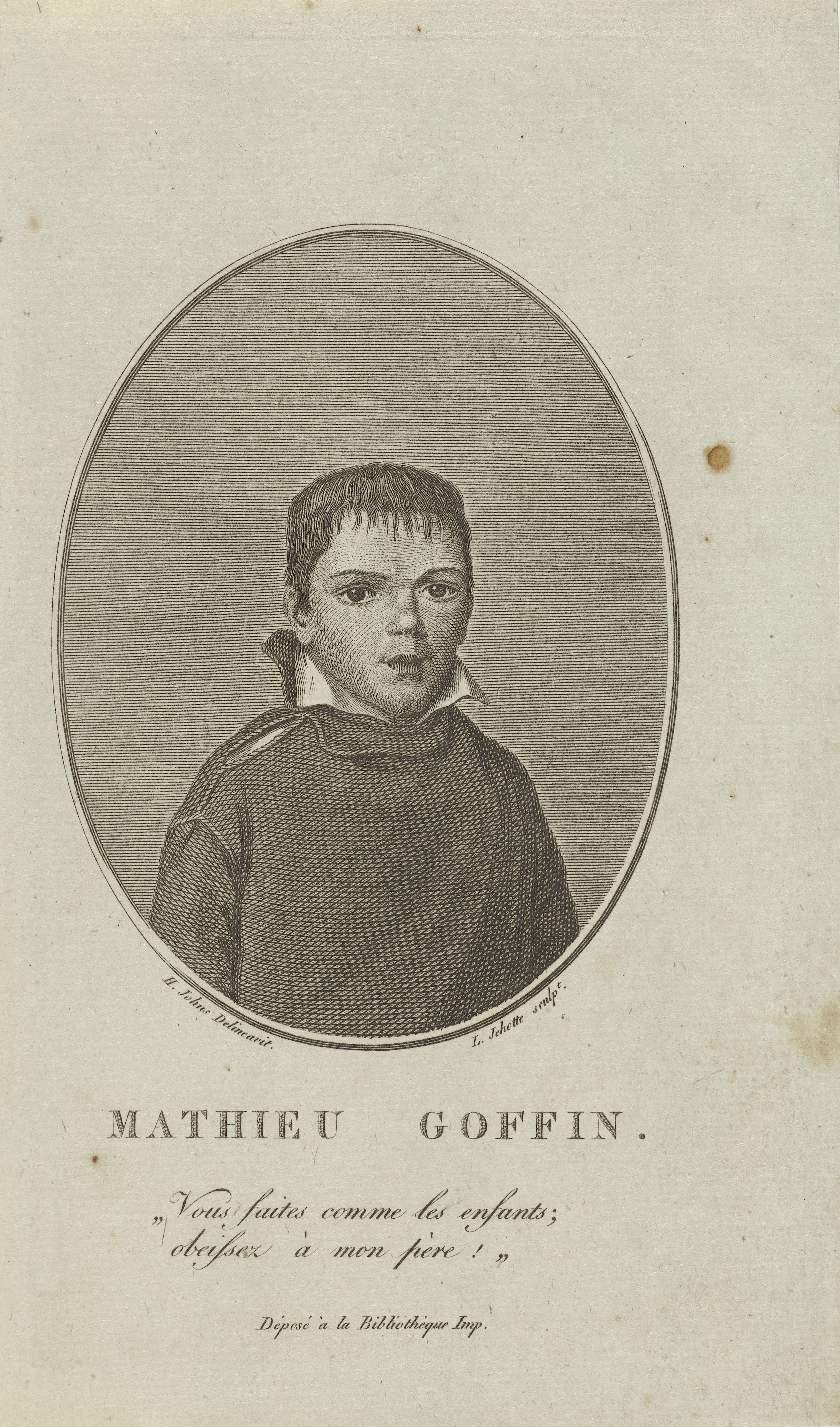
Mathieu Goffin, son fils.

Hubert Goffin (1771-1821) est un mineur liégeois. Il sauva de nombreux ouvriers mineurs lors d'une inondation du charbonnage de Beaujonc du 28 février 1812,.

## La catastrophe de la mine de Beaujonc
Ce fut l'une des catastrophes les plus terribles du genre dont on ait conservé le souvenir. Elle eut lieu le 28 février 1812, dans la mine de Beaujonc, située à quelques kilomètres de Liège.
L’invasion subite des eaux, se précipitant avec violence d’une hauteur de 75 mètres, enferma 127 mineurs dans un étroit espace, où, pendant cinq jours et cinq nuits, ils travaillèrent sans relâche à surmonter les obstacles qui s’opposaient à leur délivrance. Hubert Goffin et son fils Mathieu, âgé de 12 ans, avaient, au moment de l’irruption des eaux, refusé de se sauver afin de partager le sort de leurs camarades.
Le 4 mars 1812, grâce à son héroïsme et à sa force d’âme, 70 ouvriers furent rendus à leur famille. Goffin et son fils voulurent être délivrés les derniers.

## Héros liégeois
Cet acte de courageux dévouement lui valut d'être fait Chevalier de la Légion d'honneur avec une pension annuelle de six cents francs d’un décret signé le 12 mars 1812 par l’empereur Napoléon Bonaparte. La décoration lui est remise, sous les vivats, le 22 mars 1814 à l'Hôtel de ville,.

## Fin tragique lors d'un autre accident
Le 8 juillet 1821, faisant appel à sa compétence et bien qu'il soit au repos ce jour-là, la famille Colson le pria de descendre dans la galerie de la houillère liégeoise du Bois de Saint-Gilles à Sclessin. Un incendie s'y étant déclaré, Hubert Goffin entreprit de déboucher l'obturation de la galerie que les mineurs avaient pratiquée pour priver le feu d'oxygène. À ce moment, une violente explosion de grisou, qui projeta Hubert Goffin contre la voûte de la galerie, lui fracassa le crâne. Après deux heures d'agonie, Hubert Goffin rejoignit son fils Mathieu mort un an plus tôt. Il avait dix enfants.

## Mémoire
Cent ans plus tard, la commune d'Ans lui a levé un monument sur la place communale.
Une statue commémorant l'évènement se trouve place Nicolaï. Elle est l’œuvre de l'artiste liégeois Oscar Berchmans (1869-1950) et a été inaugurée, en 1912, lors d'une cérémonie pour le centième anniversaire de la catastrophe.
On célébra son dévouement au théâtre, et l’Académie française le proposa comme sujet du prix de poésie. La pièce de Charles Hubert Millevoye fut couronnée; elle avait pour titre : Goffin ou le héros liégeois. Bouvet de Cressé rédigea un Éloge de Hubert et de Matthieu Goffin, poëme, 1812, in-8°. Il est aussi le sujet d'une chanson en langue wallonne d'André Delchef, qui fut primée par la Société liégeoise de littérature wallonne en 1858.

#### Personnalité liée par alliance
- Ivan Colmant, époux de Jeanne Julie Goffin, descendante directe de Hubert Goffin

#### Famille liée par alliance
- Famille Coart